# Algonquian
Algonquian so ena najbolj naseljenih in razširjenih severnoameriških avtohtonih ameriških skupin, ki jo sestavljajo ljudstva, ki govorijo algonquinske jezike. Zgodovinsko so bili pomembni vzdolž atlantske obale]in v notranjih regijah vzdolž reke svetega Lovrenca in okoli Velikih jezer.

### Seznam zgodovinskih plemen, ki govorijo algonkinsko
- Algonkin
- Abenaki
  - Missiquoi
  - Pennacook
- Arapaho
- Atikamekw
- Beothuk
- Blackfoot
- Cheyenne (Šajeni)
- Chowanoke
- Cree
- Gros Ventre
- Illinois
- Kickapoo
- Lenape
  - Munsee
    - Wappinger

  - Unami
- Meskwaki (Fox)
- Menominee
- Mascouten
- Massachusett
- Mattabesic
  - Mattabessett
  - Podunk
  - Tunxis
  - Paugussett
  - Quinnipiac
  - Unquachog
- Miami
- Mi'kmaq
- Montagnais
- Montaukett
- Mohegan
- Mohican
- Nanticoke
- Naskapi
  - Piscataway
    - Nacotchtank
- Plains Cree
- Narragansett
- Niantic
- Nipissing
- Nipmuc
- Odawa (Ottawa)
- Ojibwe (Chippewa)
  - Mississauga
- Passamaquoddy
- Penobscot
- Pequot
- Potawatomi
- Powhatan
- Sauk
- Shawnee
  - Chalahgawtha
  - Hathawekela
  - Kispoko
  - Mekoche
  - Pekowi
- Secotan
- Temagami
  - Roanoke
    - Croatan
- Wampanoag
- Weapemeoc
- Wolastoqiyik